# Renée Baker
Renée C. Baker (* 1957) ist eine US-amerikanische klassische Geigerin, Orchesterleiterin und Komponistin, die auch im Bereich des Creative Jazz und der Neuen Improvisationsmusik aktiv ist.

## Leben und Wirken
Baker ist die Konzertmeisterin des Chicago Sinfonietta, dem sie seit der Gründung 1987 angehört. In dieser Funktion ist sie weltweit bei Musikfestivals aufgetreten, wie den Haydn Festspielen in Eisenstadt und dem Festival Philomusica di Chicago im französischen Martigues. Sie hat zahlreiche Konzerte als Solistin im Chicago Cultural Center gegeben und beim Ravina Festival in Chicago war sie die Bratschensolistin in Don Quixote.
Daneben leitet sie seit 1991 ein eigenes Ensemble FAQtet (Faith Action Quorum), das Werke afroamerikanischer Komponisten zur Aufführung bringt. Sie ist die künstlerische Leiterin des Chicago Sinfonietta Chamber Ensemble, dem sie seit 1997 angehört. Ferner leitete sie die Formationen Mantra Blue Free Orchestra, Red Chai Watch, ProJect 6, Connoisseur Musica String Ensemble (klassische Musik), POEMUSICI, Mimetic Cast, Wrinkled Linen, das Experimental-Orchester Blanche’, das Renee Baker ArText und das Renee Baker Trio. Gegenwärtig ist sie Leiterin und Composer in Residencedes Chicago Modern Orchestra Project.
Baker schrieb Kompositionen für verschiedenen Kammerensemble, wie die Chicago Sinfonietta und die PionoForte Salon Series, die auf dem Festival Umbria Jazz aufgeführt wurde. Auch betätigte sie sich als Koordinatorin in verschiedenen Musikorganisationen in Chicago; so ist sie Mitglied im Leitungsgremium der Association for the Advancement of Creative Musicians (AACM) und war als Veranstalterin mehrerer Kammermusik-Festivals tätig.
Als Improvisatorin spielte sie in Nicole Mitchells Black Earth Stringa, Karl E. H. Seigfrieds New Quartet und dem Galaxy String Quartet, ferner in den Bands von David Boykin, Orbert Davis, George Lewis, Mwata Bowden, dem AACM Great Black Music Ensemble, dem Chicago Jazz Philharmonic und dem Chicago Jazz Orchestra.
Im Bereich des Jazz war Baker zwischen 1999 und 2010 an sieben Aufnahmesessions beteiligt, u. a. bei Natalia Nazarova, Nicole Mitchell (Renegades, 2009, und Arc of O: For Improvisers, Chamber Orchestra & Electronics, RogueArt 2010), dem London Improvisers Orchestra –(HMS Concert, 2012) und in Anthony Braxtons Creative Music Orchestra (NYC) 2011 sowie dessen Projekt Echo Echo Mirror House (NYC) 2011, außerhalb des Jazz auch bei Savath & Savalas, Cheap Trick Silver, 2001 und dem New Black Music Repertory Ensemble. Baker trat auch als Lyrikerin und Konzept-Künstlerin in Erscheinung. Sie lebt in Bolingbrook, Illinois.